# Glenoma
Glenoma az Amerikai Egyesült Államok északnyugati részén, Washington állam Lewis megyéjében elhelyezkedő önkormányzat nélküli település.
A héber nyelvű glen és ome szavak összevonásával keletkezett Glenoma kifejezés jelentése „termékeny völgy”.

## Fordítás
- Ez a szócikk részben vagy egészben  a   Glenoma, Washington című angol Wikipédia-szócikk ezen változatának fordításán alapul.  Az eredeti cikk szerkesztőit annak laptörténete sorolja fel. Ez a jelzés csupán a megfogalmazás eredetét és a szerzői jogokat jelzi, nem szolgál a cikkben szereplő információk forrásmegjelöléseként.